# مهند آل شيف
مهند علي آل شيف مواليد 29 أغسطس 1992، هو لاعب كرة قدم سعودي لعب سابقاً في نادي النور.

## مسيرة اللاعب
لعب في نادي الخويلدية ونادي النور.